# Betamorpha indentifrons
Betamorpha indentifrons là một loài chân đều trong họ Munnopsidae. Loài này được Menzies miêu tả khoa học năm 1968.